# Konstandinos Stawru
Konstandinos Stawru, gr. Κωνσταντίνος Σταύρου (ur. 20 lipca 1928 w Metsowie, zm. 24 października 2006) – grecki polityk, prawnik i dyplomata, poseł do Parlamentu Europejskiego II i III kadencji.

## Życiorys
Ukończył prawo na Uniwersytecie Narodowym im. Kapodistriasa w Atenach. Uzyskał doktorat z ekonomii na Uniwersytecie Paryskim. Pracował w greckiej dyplomacji. Był radcą do spraw finansów i handlu w greckim stałym przedstawicielstwie przy EWG, a także radcą w ambasadzie we Francji. Zajmował również stanowisko stałego przedstawiciela Grecji przy Organizacji Współpracy Gospodarczej i Rozwoju.
Od 1985 do 1994 z ramienia Nowej Demokracji sprawował mandat eurodeputowanego II i III kadencji, należąc do frakcji chadeckiej. Pełnił m.in. funkcję wiceprzewodniczącego Komisji ds. Stosunków Gospodarczych z Zagranicą.